# سونيا أريدوندو
سونيا أريدوندو (بالإسبانية: Sonia Arredondo)‏ هي مبارزة بالسيف مكسيكية، ولدت في 6 نوفمبر 1947 في مونتيري في المكسيك.

## وصلات خارجية
- سونيا أريدوندو على موقع أوليمبيديا (الإنجليزية)